# 最美的逆行 (山東廣電歌曲)
《最美的逆行》是一首歌曲，發佈於2020年1月。歌曲由潘鋒武洪昌作詞、邵榮震作曲、丁曉鵬演唱。歌曲配有MV，由山東廣播電視台製作。歌曲致敬COVID-19疫情期间在一線的工作人員。